# Transports au Lesotho

Principales routes du Lesotho.

Le transport au Lesotho s'inscrit dans le contexte montagneux d'un pays sans accès à la mer dont la population a un faible revenu. La majeure partie des transports sont effectués à l'échelle locale.

## Infrastructures

### Réseau routier

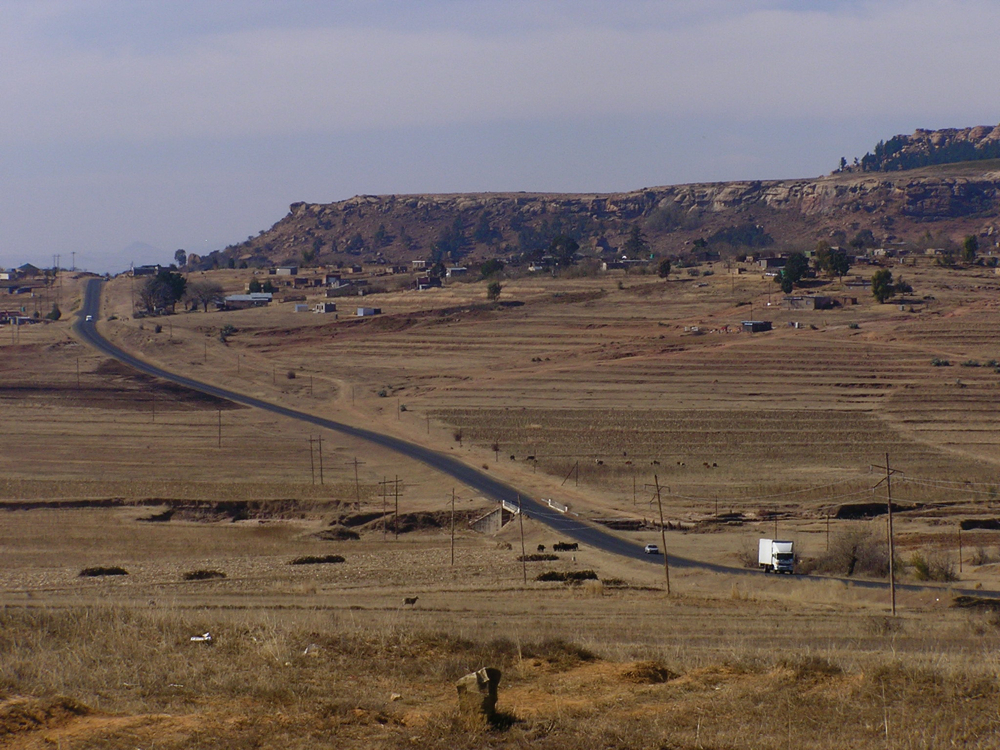
Route A1 dans le district de Leribe

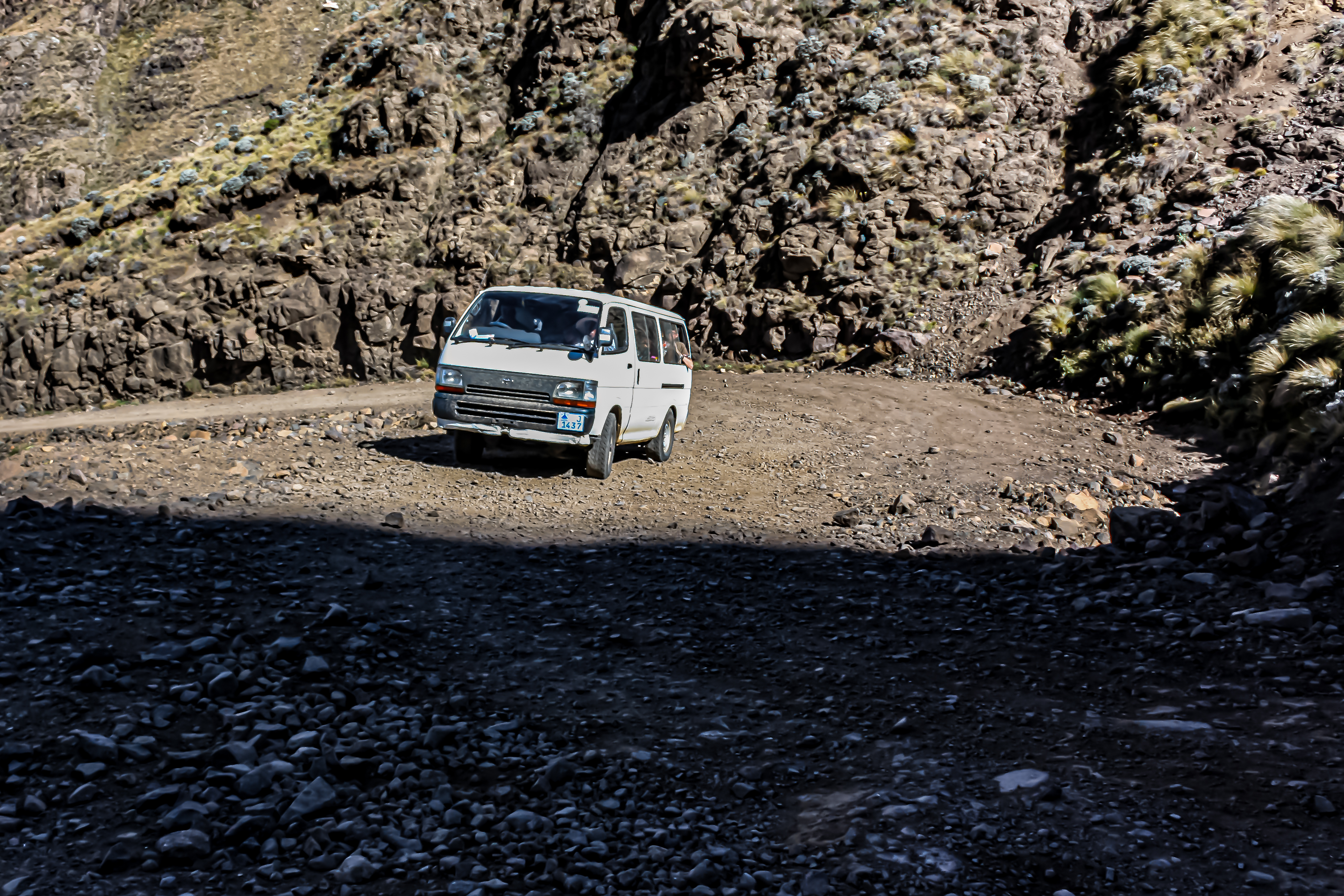
Route A3 vers Katse, depuis Maseru.

Au moment de l'indépendance du Lesotho en 1966, la seule route asphaltée était la voie royale de la capitale Maseru liant l'aéroport au Palais royal. Depuis les années 1970, les infrastructures routières ont bénéficié d'avancements notables. En 1999, le pays cumulait 5 940 kilomètres de routes et pistes, dont 1 087 km revêtues. La priorité d'entretien et de développement est donnée aux axes liant les principales villes lésothiennes. Néanmoins, quelques routes hors de ce schéma ont été développées, notamment pour appuyer le projet d'aménagement hydraulique des hauts plateaux.

### Transport ferroviaire
Le transport ferroviaire est presque inexistant, puisqu'il n'existe qu'une fin de ligne sud-africaine dont le terminus est Maseru. Il n'existe donc au Lesotho qu'une seule et unique voie ferrée de moins de deux kilomètres, desservant la gare de Maseru. Néanmoins, ce tronçon n'est probablement plus exploité.
Un projet vise à connecter le Lesotho à Durban et Port Elizabeth mais les contraintes topographiques et la lourdeur budgétaire rendent improbable le démarrage d'un tel chantier.

### Transport aérien
Le Lesotho dispose de 28 aérodromes, dont trois ont une piste asphaltée. L'aéroport international de Maseru est la seule infrastructure à disposer d'un piste longue (3,2 km). Cet aéroport n'est desservi que par celui de Johannesburg.

### Transport maritime
Le Lesotho dépend intégralement des ports sud-africains, principalement celui de Durban, quoique les liens avec Port-Elisabeth se soient accrus.

## Utilisateur
La nécessité de transport au Lesotho dépend du niveau de développement, mais restent généralement confinée au niveau local pour de nombreux utilisateurs. L'usage encore courant de brouettes et de la traction animale dans les campagnes ou les villes secondaires illustre ce fait.
Les transports de plus longue distance concernent les déplacements commerciaux avec l'Afrique du Sud ou le tourisme encore peu développé. Quelques bus sillonnent le pays, et de multiples taxis-brousse complètent l'offre de manière informelle.